# Bahía Creek
Bahía Creek es un balneario y localidad argentina del departamento Adolfo Alsina, en la provincia de Río Negro, Argentina.

## Ubicación
Se encuentra en la costa norte del Golfo San Matías, en el inicio de éste. Se encuentra a 135 km de Viedma y a 100km del Balneario El Cóndor, se accede por la RP 1 que bordea el Mar Argentino, y por RP 51.
Por RP 1 desde Viedma, son 60 km de asfalto hasta La Lobería y 55 km de ripio.

## Geografía
Es una zona de acantilados bajos, con médanos y amplias playas de arena. Es un lugar de viviendas de verano y de fin de semana. Además, se cuenta con un Club de Pescadores.

## Población
Contó con 5 habitantes (Indec, 2010) permanentes. Durante el censo anterior registraba una población de 4 habitantes (Indec, 2001).
El censo 2022 registró una población de 54 habitantes que se repartieron entre 26 hombres y 28 mujeres. Sin embargo, las cifras obtenidas fueron estimativas solo teniendo en cuenta a la población en viviendas particulares; es decir, excluyendo del dato a la población institucional y las personas sin hogar. Gracias a este censo también fue posible conocer su densidad y tamaño urbano.
| Gráfica de evolución demográfica de Bahía Creek entre 1991 y 2022 |
|                                                                   |
| Fuente: Censos nacionales del INDEC                               |

## Turismo
La localidad es citada en muchos casos como un paraíso secreto en la Patagonia por la belleza de sus playas. Puntualmente, playa es enorme con acantilados de 30 metros aproximados y un gran médano como límite. Brinda grandes atardeceres y sus aguas mantienen una temperatura similar a la costa atlántica de Buenos Aires. No obstante, posee las limitaciones de no poseer señal de teléfono, estación de servicio, agua potable y electricidad. A pesar de esto, existe un punto de Arsat Wifi libre, un almacén, algunos hospedajes (camping, hostel, domos o casas de alquiler) y las casas se abastecen con paneles solares o grupos electrógenos.

### Galería

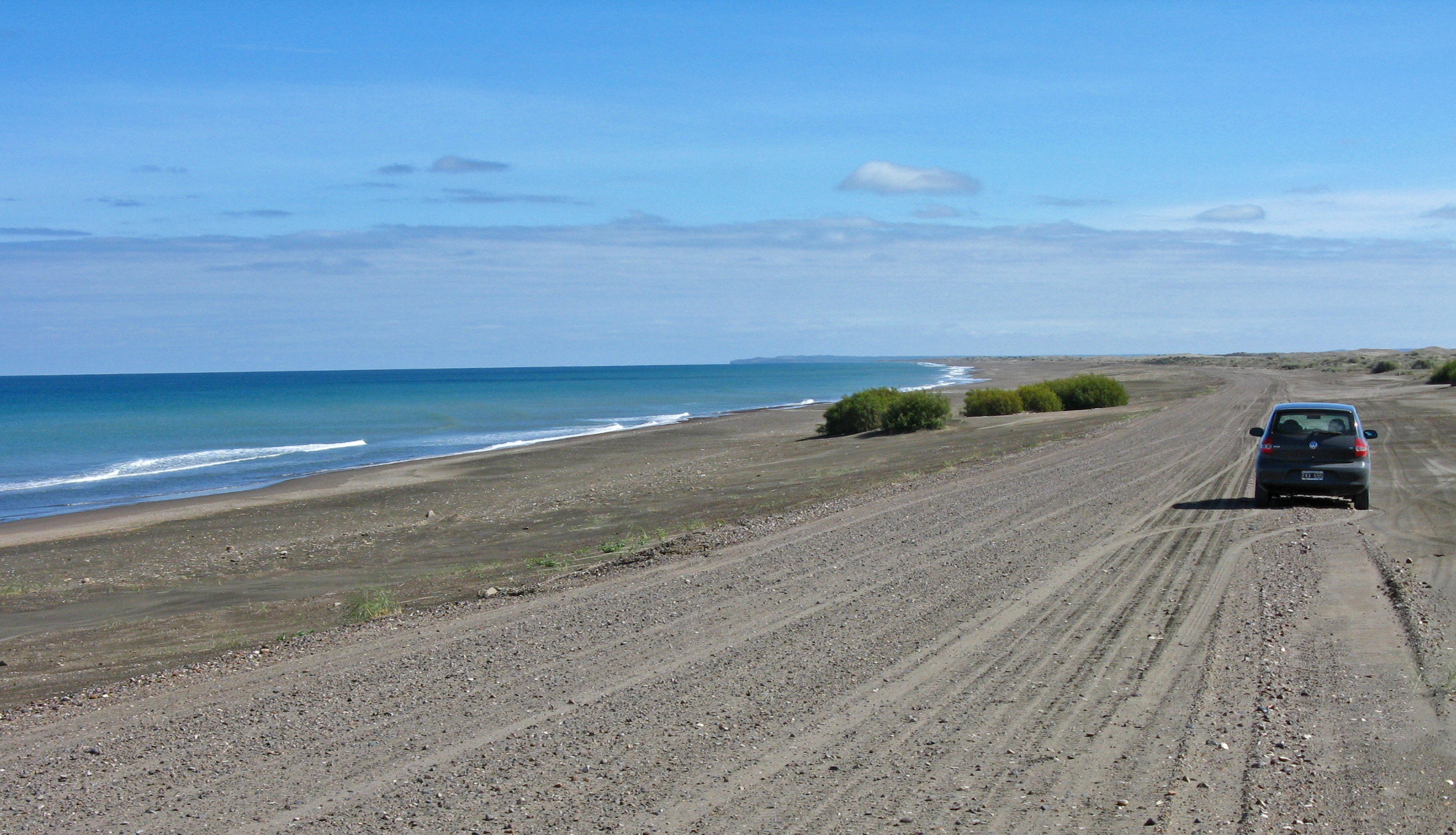
Bahía Creek.
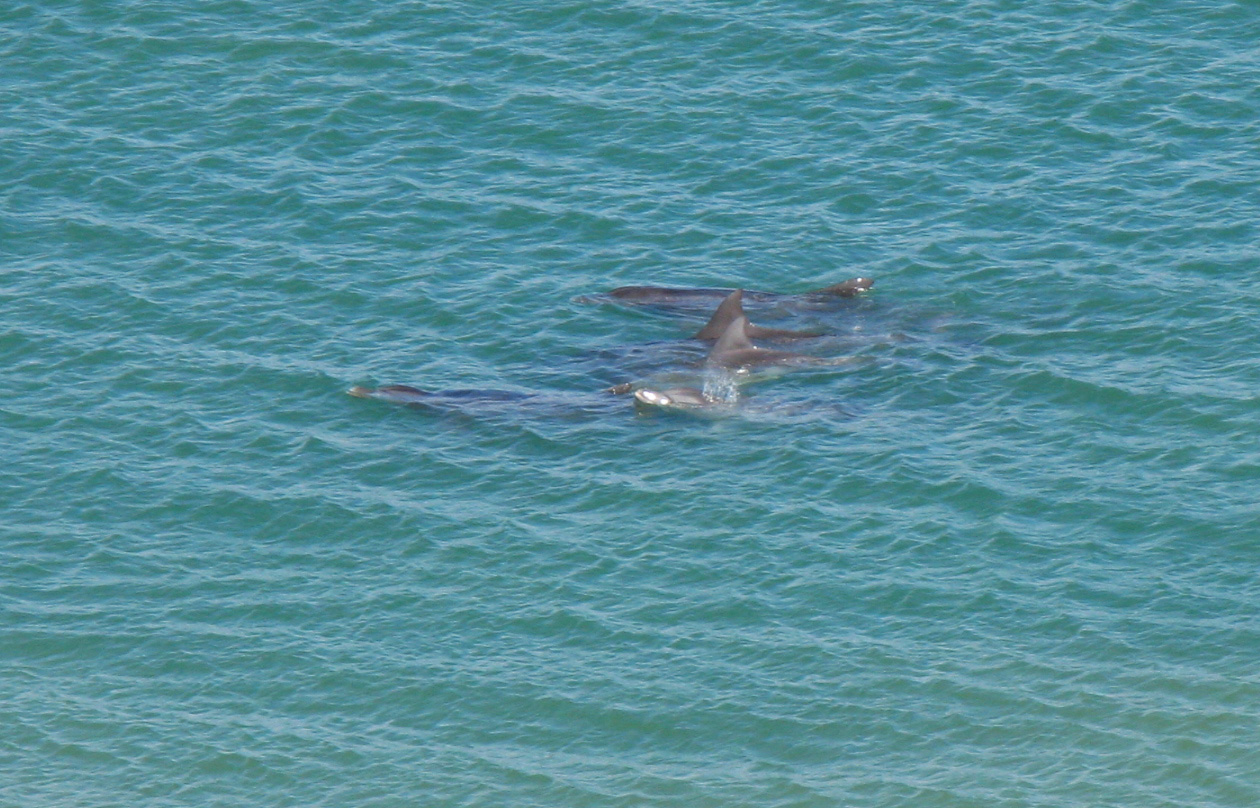
Delfines en la bahía.
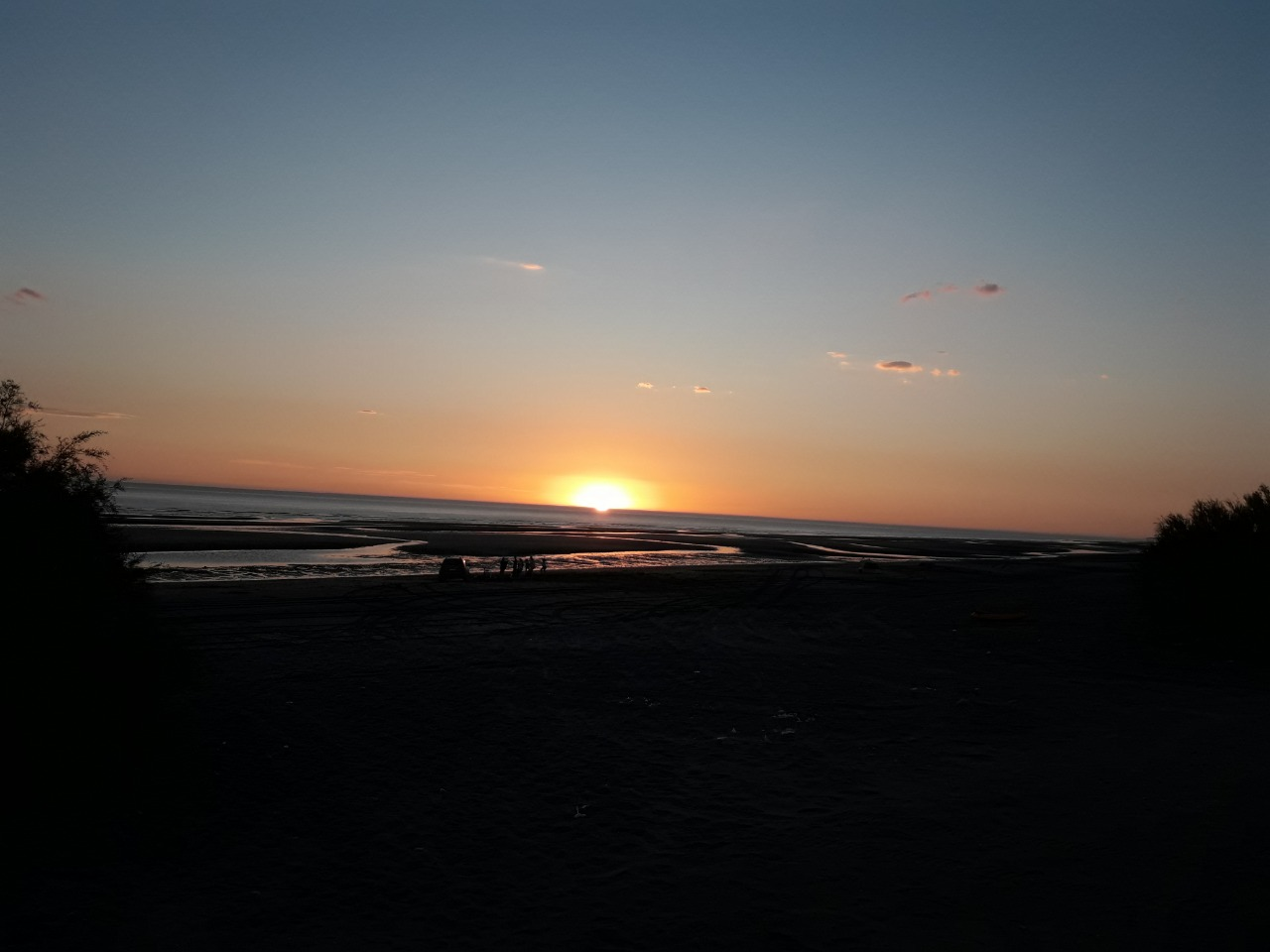
Atardecer en Bahía Creek
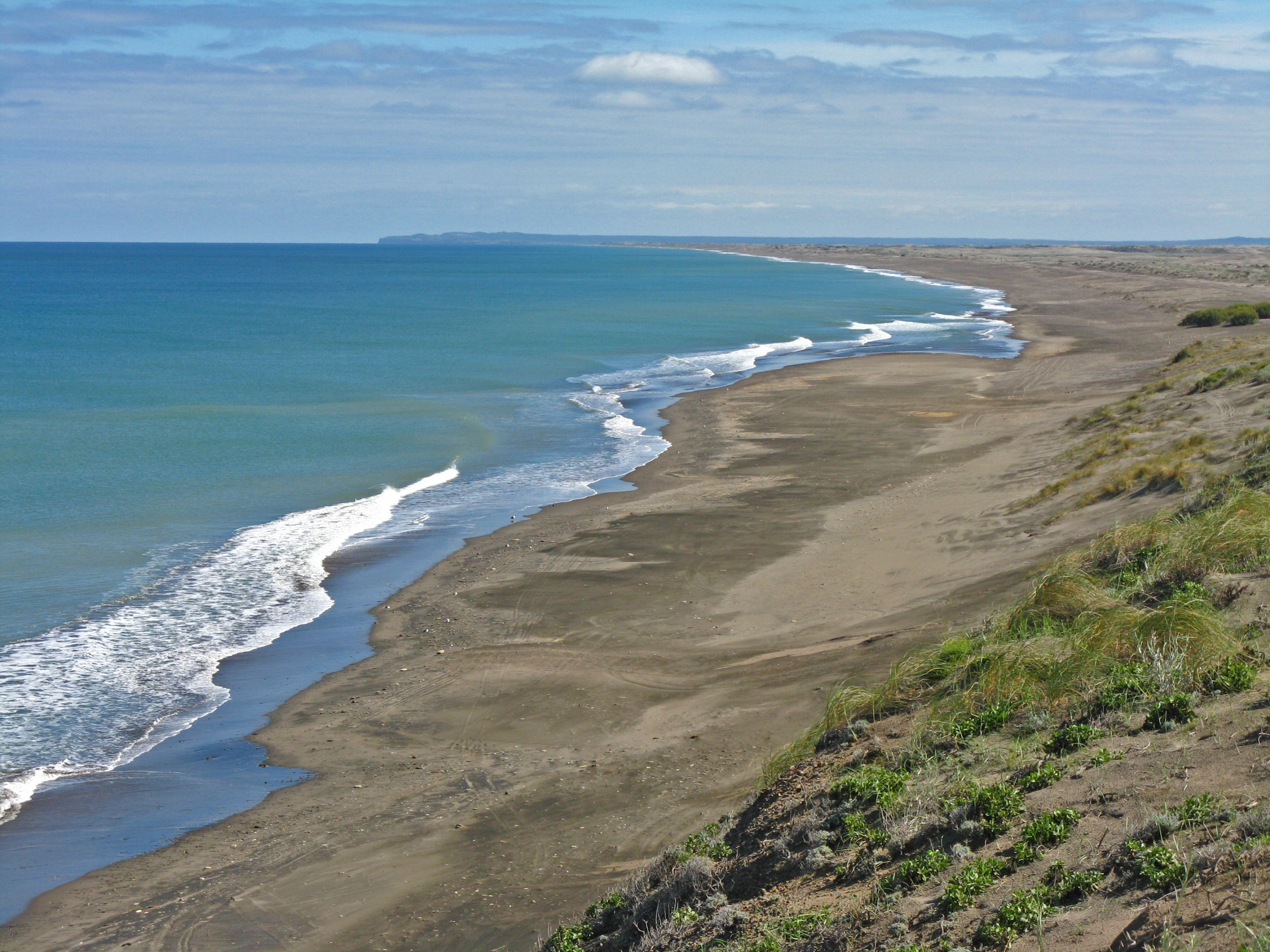
Vista de la bahía